# Jan Chełmecki
Jan Chełmecki (ur. 25 stycznia 1816 w Żmiącej, zm. 17 listopada 1887 w Krakowie) – ksiądz, działacz niepodległościowy, polityk i poseł na galicyjski Sejm Krajowy i do austriackiej Rady Państwa.

## Życiorys
Był synem Franciszka (zm. 1854), chłopa ze Żmiącej. Uczęszczał do szkoły parafialnej w Ujanowicach jako uzdolniony uczeń został wysłany do gimnazjum w Nowym Sączu, gdzie uczył się w latach 1832-1837. Naukę kontynuował w Liceum w Tarnowie (1837-1839) a następnie w seminarium duchownym w Tarnowie (1839-1843). W 1843 przyjął święcenia kapłańskie. Uzyskał także doktorat z teologii.
Od 1845 był prefektem seminarium w Tarnowie. Zaangażowany w przygotowanie powstania krakowskiego w 1846. Został aresztowany w marcu 1846 za agitację wśród chłopów swej rodzinnej wsi, którzy wydali go Austriakom. Franciszek Bujak w swej monografii Żmącej pisze że księdza miejscowa „ludność bardzo, jako Polaka, nienawidziła”. Z więzienia zwolniony w styczniu 1847. Od 1848 wikary parafii Kamienica (pow. limanowski), a od marca 1849 w Łososinie Dolnej (pow. nowosądecki). W latach 1840–1850 administrator parafii w Pisarzowej (pow. limanowski) a następnie w latach 1850-852) wikary w Łętowni (pow. myślenicki). Po przeniesieniu do Krakowa był katechetą Gimnazjum św. Anny w Krakowie (1852-1877) Z jego inicjatywy w żmiąckich foluszach produkowano sukno na mundury dla powstańców styczniowych. Na skutek nieporozumień z biskupem Antonim Junoszą Gałeckim został przez niego suspendowany i mimo uwolnienia 8 marca 1879 z suspensy, stanowiska katechety już nie odzyskał. Był inicjatorem założenia w 1873 w swej rodzinnej Żmącej gminnej kasy pożyczkowej przeznaczając na ten cel 1000 koron.
Poseł na galicyjski Sejm Krajowy III kadencji (24 sierpnia 1874 – 26 kwietnia 1876) i IV kadencji (8 sierpnia 1877 – 21 października 1882). Pierwszy raz został wybrany w wyborach uzupełniających po śmierci Juliana Kirchmajera w kurii IV (gmin wiejskich) w okręgu wyborczym nr 49 (Kraków-Mogiła-Liszki-Skawina), powtórnie wybrano go w tej samej kurii w okręgu wyborczym nr 65 (Limanowa-Skrzydlna).
Był także posłem do austriackiej Rady Państwa V kadencji (4 listopada 1873 – 22 maja 1879) i VI kadencji (7 października 1879 – 23 kwietnia 1885), wybieranym w kurii IV (gmin wiejskich) w okręgu wyborczym nr 4 (Nowy Sącz – Stary Sącz- Krynica – Limanowa – Nowy Targ- Krościenko – Grybów – Ciężkowice). W parlamencie austriackim należał do Koła Polskiego w Wiedniu.
Pochowany na cmentarzu Rakowickim (Wojskowym) w Krakowie (pas LD, część zachodnia).

## Publikacje
- "O sposobie korzystania z czytania książek" wyd. Kraków  1862
- "Rzecz o zasadzie w umiejętności wychowania" wyd. Kraków 1867 i
- "Słowo o odsieczy Wiednia" wyd. Kraków 1883

## Upamiętnienie
W ścianę kościoła w Żmiącej wmurowano tablicę poświęcona jego pamięci.